# Falköping (stad)
Falköping is de hoofdstad van de gemeente Falköping in het landschap Västergötland en de provincie Västra Götalands län in Zweden. De plaats heeft 15821 inwoners (2005) en een oppervlakte van 836 hectare.

## Verkeer en vervoer
Bij de plaats lopen de Riksväg 46, Riksväg 47, Länsväg 184 en Länsväg 193.
De plaats heeft een station aan de spoorlijnen Stockholm - Göteborg, Katrineholm - Malmö, Falköping - Nässjö en Katrineholm - Nässjö.

## Geboren
- Jonas Thern (1967), Zweeds voetballer
- Marcus Fåglum Karlsson (1994), Zweeds wielrenner